# Иль Чор-каган
Иль Чор-каган (др. кырг. 𐰅𐰠:𐰲𐰆𐰺:𐰴𐰀𐰣, Il Čor Qan) — каган Кыргызского каганата из рода Ажэ. Упоминается на рунической надписи Е-32 (Уйбат III) как правитель государства енисейских кыргызов, обнаруженной возле посёлка Уйбат в Хакасии. 

## Рунический памятник
Памятник был обнаружен на территории современной Хакасии вблизи посёлка Уйбат, на данный момент находится в Минусинском краеведческом музее и считается одним из самых знаменитых памятников древнетюркской эпиграфики. Памятник был открыт в числе первых в мае 1721 года экспедицией Д. Г. Мессершмидта. Перевод памятника согласно И. В. Кормушину:
1. Мой простой народ ... мои супруги в женских покоях, мои родные сыновья, – я не насладился вами, как грустно!
2. Тархан-сангун – он не насладился! Своему народу,
3. Государству Иль-Чора... он погиб во имя своей доблести!
4. Наше... мастер... сын мудрого бека.
5. Во имя своей доблести мужа-воина... вместе со своими телохранителями и благодаря своей отваге захватив в плен девятерых мужей-воинов, сам он остался на поле брани, о, доблестный мой бек!
6. ... доблесть... Он погиб на..., мой могучий старший брат, обладавший богатырской силой в руках.
7. Мастера писцы, ..., декораторы, взятые в плен у врага, и весь народ смогли соорудить памятник.
8. Моё государство... девятерых мужей-воинов... он предпринимал экспедиции. Его коня (?), мужей воинов...
9. Во главе тридцати воинов-дружинников я вступил в схватку и – разлучился...
10. О, мой дорогой старший брат, – я разлучился с тобой...
11. Когда мне был год, я разлучился с моим дедушкой. Будучи без деда, о, мой благородный старший брат!
12. Я был у него штандартоносцем, я был доверенным советником.
13. Когда мне было шесть лет, я лишился отца, но не сознавал этого, а теперь, к прискорбию, я покинул своего дядюшку, горько (?), о, мой дорогой дядя, без отца, доблесть ... было
14. Моим государством, моим ханом я не насладился, ...о мои родные и двоюродные братья, мои * (?) ..., солнце...
15. Во имя доблести я погиб...